# Nekrolog 1244
Nekrolog
◄◄
| ◄
| 1240
| 1241
| 1242
| 1243
| 1244 | 1245 | 1246 | 1247 | 1248 | ► | ►►
Weitere Ereignisse | Allgemeiner Nekrolog 1244
Die Beschreibung der verstorbenen Person sollte so kurz wie möglich gehalten sein und nur deren signifikante Tätigkeit(en) enthalten.
Neue Namen ggf. auch unter dem Geburts- und Sterbedatum, also etwa unter 1. Januar und im Geburts- und Sterbejahr (2024) eintragen (nur bei entsprechender großer Wichtigkeit). Für Beispiele siehe die schon vorhandenen Artikel.
Außerdem über die fünf zuletzt Verstorbenen, zu denen es einen ausreichend guten Artikel für eine Präsentation auf der Hauptseite gibt, nach der todesbedingten Überarbeitung der Artikel ggf. auch unter Wikipedia Diskussion:Hauptseite informieren und sie am besten auch in den anderen Wikipedia-Sprachversionen eintragen. Tipp: Regelmäßig bei news.google.de nach „ist tot“, „gestorben“ oder „verstorben“ suchen.
Wenn eine Person gestorben ist, gibt es viele Seiten zu dieser Person in der Wikipedia, die davon auch betroffen sind und entsprechend aktualisiert werden müssen. Beispiele: Namenübersichtsseite, Geburtsjahr, Geburtsort-Seiten und viele mehr.
Wie finde ich die betroffenen Seiten?
Im Suchfeld auf der linken Seite gibt man den Suchbegriff so ein: „Vorname Nachname“. Dann klickt man auf Volltext und alle Seiten mit entsprechendem Suchtext werden aufgerufen. Hier sieht man dann schnell, wo auch das Todesjahr Sinn macht oder sogar ein Teil des Artikels angepasst werden muss. Auch hilft das „Werkzeug“ auf der linken Seite sehr gut, um solche Seiten aufzufinden: „Links auf diese Seite“. Somit ist die Wikipedia wieder aktuell in allen Bereichen! Hinweis: bei Eintragung der Kategorie „Gestorben JAHR“ wird der Missbrauchsfilter 49 ausgelöst, was jedoch nicht schlimm ist. Siehe: Spezial:Missbrauchsfilter/49
Dies ist eine Liste von im Jahr 1244 verstorbenen bekannten Persönlichkeiten. Die Einträge erfolgen innerhalb der einzelnen Daten alphabetisch sortiert. Tiere sind im Nekrolog für Tiere zu finden.

## März
| Tag      | Name                      | Beruf, bekannt als                | Alter | Beleg |
| -------- | ------------------------- | --------------------------------- | ----- | ----- |
| 1. März  | Gruffydd ap Llywelyn Fawr | walisischer Fürstensohn           |       |       |
| 1. März  | Lothar                    | Graf von Wied, Vogt von Andernach |       |       |
| 16. März | Guillaume de Lahille      | Ritter, Faydit, Katharer          |       |       |

## April
| Tag      | Name               | Beruf, bekannt als            | Alter | Beleg |
| -------- | ------------------ | ----------------------------- | ----- | ----- |
| 1. April | Otto II.           | Graf von Ravensberg           |       |       |
| 2. April | Henrik Harpestræng | dänischer Kanoniker und Autor |       |       |

## Mai
| Tag    | Name                    | Beruf, bekannt als | Alter | Beleg |
| ------ | ----------------------- | ------------------ | ----- | ----- |
| 7. Mai | Richard von San Germano | Historiker         |       |       |

## Juli
| Tag      | Name               | Beruf, bekannt als                         | Alter | Beleg |
| -------- | ------------------ | ------------------------------------------ | ----- | ----- |
| 16. Juli | Sophia von Sachsen | Äbtissin im Stift St. Cyriakus in Gernrode |       |       |

## August
| Tag        | Name           | Beruf, bekannt als                   | Alter | Beleg |
| ---------- | -------------- | ------------------------------------ | ----- | ----- |
| 24. August | Athanasios II. | griechischer Patriarch von Jerusalem |       |       |

## September
| Tag           | Name                  | Beruf, bekannt als                | Alter | Beleg |
| ------------- | --------------------- | --------------------------------- | ----- | ----- |
| 21. September | Wilhelm von Havelberg | Bischof von Havelberg (1220–1244) |       |       |

## Oktober
| Tag         | Name                 | Beruf, bekannt als                               | Alter | Beleg |
| ----------- | -------------------- | ------------------------------------------------ | ----- | ----- |
| 9. Oktober  | Berthold I. von Teck | Bischof von Straßburg                            |       |       |
| 18. Oktober | Pierre de Sergines   | Erzbischof von Tyrus                             |       |       |
| 27. Oktober | Adelheid von Wassel  | durch Heirat Gräfin von Ratzeburg und von Dassel |       |       |

## November
| Tag          | Name            | Beruf, bekannt als | Alter | Beleg |
| ------------ | --------------- | ------------------ | ----- | ----- |
| 24. November | William Briwere | Bischof von Exeter |       |       |

## Dezember
| Tag         | Name    | Beruf, bekannt als               | Alter | Beleg |
| ----------- | ------- | -------------------------------- | ----- | ----- |
| 5. Dezember | Johanna | Gräfin von Flandern und Hennegau |       |       |

## Datum unbekannt
| Tag | Name                    | Beruf, bekannt als                                                              | Alter | Beleg |
| --- | ----------------------- | ------------------------------------------------------------------------------- | ----- | ----- |
|     | Burkhard von Avesnes    | Bailli des Hennegau                                                             |       |       |
|     | Donnchadh Mór Ó Dálaigh | irischer Abt und Dichter                                                        |       |       |
|     | Johannes Komnenos Dukas | byzantinischer Herrscher von Thessaloniki, Sohn von Theodoros I. Komnenos Dukas |       |       |
|     | Eleonore von Kastilien  | kastilische Prinzessin, Königin von Aragón                                      |       |       |
|     | Manfred III.            | Markgraf von Saluzzo                                                            |       |       |
|     | Meir ha-Levi Abulafia   | spanischer Talmudgelehrter und Kabbalist                                        |       |       |
|     | Rhys Mechyll            | Lord von Deheubarth in Südwales                                                 |       |       |
|     | Richard de Percy        | englischer Adliger und Rebell                                                   |       |       |
|     | Rog Sherab Ö            | Anhänger der Nyingma- und der Shiche-Schule des tibetischen Buddhismus          |       |       |